# Kyiv Pechersk Lavra
Kyivo-Pechers'ka Lavra  hoặc Kiev Pechersk Lavra (tiếng Ukraina: Києво-Печерська лавра, đã Latinh hoá: Kyievo-Pecherska lavra; tiếng Nga: Киeво-Печерская лавра, đã Latinh hoá: Kiyevo-Pecherskaya lavra) còn được gọi là Tu viện các hang động Kyiv là một tu viện Cơ đốc Chính thống giáo Đông phương lịch sử nằm tại huyện Pechersk (được lấy theo tên tu viện), Kyiv.
Kể từ khi được thành lập như là một tu viện hang động vào năm 1051, nó đã là trung tâm Chính thống giáo Đông phương ưu việt ở Đông Âu. Cùng với Nhà thờ chính tòa Thánh Sophia, nơi đây đã được UNESCO công nhận là Di sản thế giới. Tổ hợp tu viện này được coi là một khu bảo tồn văn hóa-lịch sử quốc gia riêng biệt vào ngày 13 tháng 3 năm 1996. Nó cũng là một phần của thánh địa quốc gia với Nhà thờ Thánh Sophia. Công trình này cũng được vinh danh là một trong Bảy kỳ quan Ukraina vào ngày 21 tháng 8 năm 2007, dựa trên bình chọn của các chuyên gia và cộng đồng internet. Hiện tại, quyền tài phán ở tu viện này được phân chia giữa Bảo tàng Nhà nước, ban quản lý Khu bảo tồn văn hóa-lịch sử quốc gia Kyiv-Pechersk và Giáo hội Chính thống giáo Ukraina khi đây là trụ sở của giáo hội, đồng thời là nơi ở giáo trưởng Onufriy, Giám mục Đô thành Kyiv và toàn Ukraina.

## Tên nguyên
Từ pechera có nghĩa là "hang động", lavra được sử dụng để mô tả các tu viện lớn giành cho nam giới của Giáo hội Chính thống giáo Đông phương. Vì vậy, tên của tu viện còn được dịch là Tu viện các hang động Kyiv.

## Lịch sử hình thành
Theo biên niên sử Primary Chronicle thì vào đầu thế kỷ 11, Anthony là một tu sĩ Cơ đốc giáo tới từ tu viện Esphigmenou trên Núi Athos, là người gốc Liubech thuộc Công quốc Chernigov đã trở về Kyiv Rus', định cư ở Kyiv với tư cách là nhà truyền giáo theo tu viện truyền thống Kyiv Rus'. Ông đã chọn một hang động ở núi Berestov nhìn ra sông Dnepr. Một cộng đồng các môn đồ của ông nhanh chóng phát triển. Hoàng tử Iziaslav I đã nhượng lại toàn bộ núi cho các tu sĩ dòng Anthony, những người đã thành lập một tu viện do các kiến trúc sư từ Constantinopolis xây dựng.

## Các công trình kiến trúc

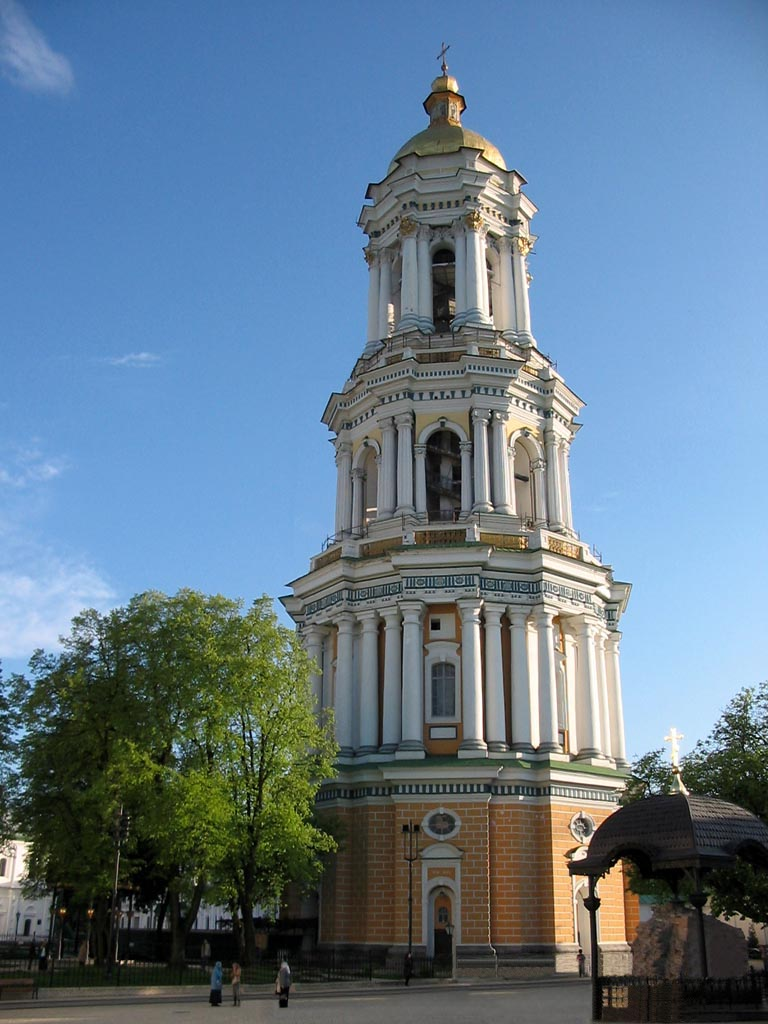
Tháp chuông lớn Lavra với bốn tầng tháp năm 2005.

Kyiv Pechersk Lavra có rất nhiều di tích kiến trúc, từ tháp chuông, thánh đường, hệ thống các hang động và những bức tường phòng thủ kiên cố bằng đá. Các công trình đáng chú ý nhất gồm Tháp chuông lớn Lavra, nhà thờ chính tòa Lễ Lên Trời của Mẹ Thiên Chúa (đã bị phá hủy trong Thế chiến II nhưng đã được xây dựng lại), nhà thờ Các Thánh, nhà thờ Chúa Cứu thế tại Berestove cùng nhiều nhà thờ khác. Các công trình liên quan gồm Tu viện Thánh Nicholas, học viện Thần học và Chủng viện Kyiv, bức tường Debosquette.

### Tháp chuông lớn Lavra
Đây là một trong những công trình đáng chú ý nhất ở đường chân trời Kyiv, đồng thời là một trong những điểm thu hút chính ở Lavra. Với chiều cao 96,5 mét, đây là tháp chuông đứng tự do cao nhất tại thời điểm xây dựng năm 1731–1745. Nó được thiết kế bởi kiến trúc sư Johann Gottfried Schädel mang kiến trúc cổ điển bao gồm các tầng gác và trên đỉnh là một mái vòm mạ vàng.

### Nhà thờ Lễ Lên Trời của Mẹ Thiên Chúa

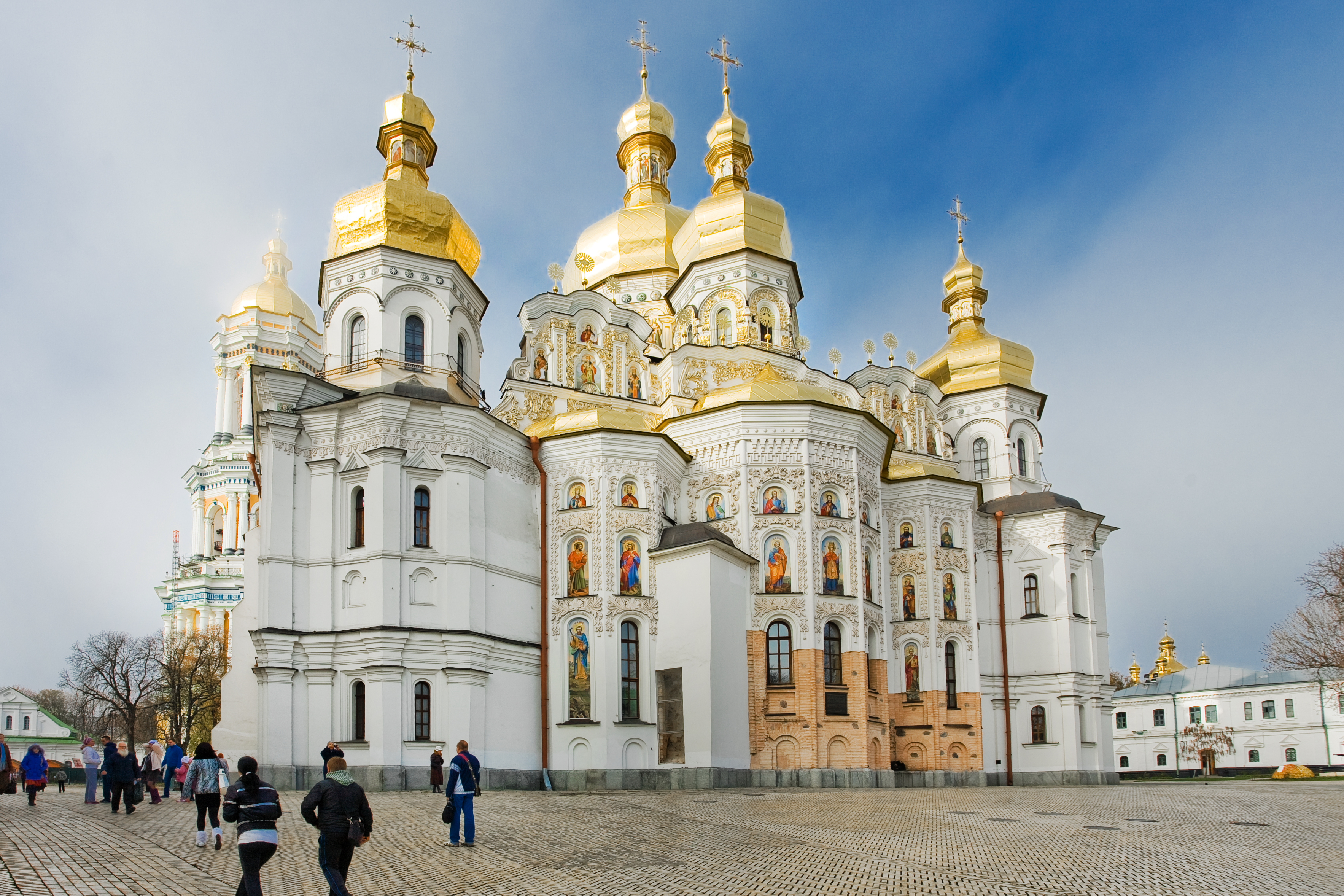
Tái thiết Nhà thờ Lễ Lên Trời của Mẹ Thiên Chúa.

Được xây dựng vào thế kỷ 11, nhà thờ chính của tu viện đã bị phá hủy bởi vụ nổ Khreshchatyk gây tranh cãi trong Thế chiến thứ hai, vài tháng sau khi quân đội Đức Quốc xã chiếm đóng thành phố Kyiv. Theo các nhà chức trách Liên Xô, nhà thờ đã bị phá hủy bởi quân Đức trong quá trình tiến quân, đồng thời chính quyền Đức đổ lỗi cho quân đội Liên Xô rút lui, những người đã thực hiện chiến thuật thiêu trụi và cho nổ tung tất cả các cây cầu bắc qua sông Dnepr ở Kyiv cũng như bị buộc tội trong vụ nổ Khreshchatyk năm 1941.
Kể từ năm 1928, tu viện được chính quyền Xô Viết chuyển đổi thành công viên bảo tàng và sau khi hoàn trả, không có nỗ lực nào để khôi phục lại nhà thờ. Phải đến năm 1995, sau khi Ukraina đã giành được độc lập thì việc xây dựng mới được tiến hành và hoàn thành trong hai năm. Nhà thờ mới được thánh hiến vào năm 2000.

### Nhà thờ Cổng
Nhà thờ Cổng của Chúa Ba Ngôi nằm trên đỉnh cổng Thánh, nơi có nhà lối vào của tu viện. Theo tryền thuyết, nhà thờ này được thành lập bởi hoàng tử Chernihiv Sviatoslav II. Nó được xây dựng trên đỉnh một nhà thờ cổ bằng đá mang kiến trúc Kyiv Rus'. Sau trận hỏa hoạn năm 1718, nhà thờ được xây dựng lại, các mặt tiền và tường bên trong được làm phong phú bằng các tác phẩm vữa trang trí công phu do nghệ nhân V. Stefaovych thực hiện. Vào thế kỷ 18, một mái vòm hình quả lê mạ vàng mới được xây dựng, mặt tiền và các bức tường bên ngoài được trang trí bằng vữa đúc thực vật và một mái trước được xây bằng đá ở đầu phía bắc. Vào đầu thế kỷ 20, các mặt tiền và các bức tường hai bên lối vào được vẽ bởi các họa sĩ dưới sự hướng dẫn của V. Sonin. Nội thất của nhà thờ có các bức tranh tường của họa sĩ Alimpy Galik đầu thế kỷ 18.

### Phòng ăn với Nhà thờ Các Thánh Anthony và Theodosius

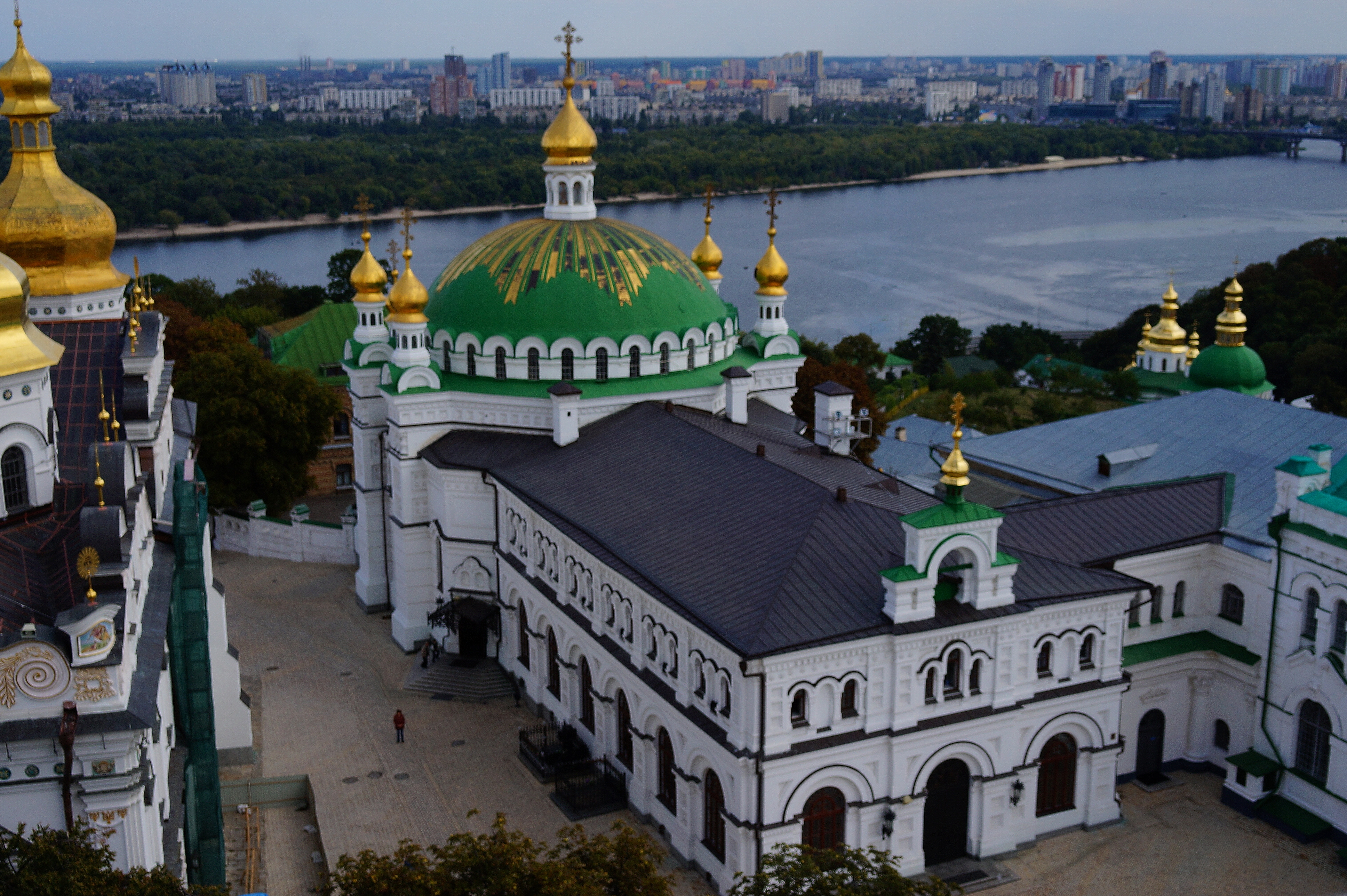
Nhà thờ Phòng ăn

Nhà thờ Phòng ăn cùng với Nhà thờ Các Thánh Anthony và Theodosius đền thờ thứ ba được xây dựng tại đó. Nó ban đầu được xây dựng vào thế kỷ 12 và không có bản vẽ hoặc mô tả trực quan nào về nó. Ngôi đền thứ hai được xây dựng vào thời Cossack Hetmanate trước khi bị chính quyền Nga tháo rỡ vào thế kỷ 19. Nó đã được thay thế bằng ngôi đền hiện tại, thường được gọi là Nhà thờ Phòng ăn, Kyiv Pechersk Lavra.

### Nhà thờ Các Thánh
Nhà thờ được xây dựng vào năm 1696–1698 là một hình mẫu tuyệt đẹp của kiến trúc Baroque Ukraina. Đặc trưng của nó chính là sự phong phú các trang trí ở mặt tiền. Năm 1905, các sinh viên của trường nghệ thuật Lavra đã vẽ các bức tranh bên trong nhà thờ.

### Nhà thờ Chúa cứu thế tại Berestove

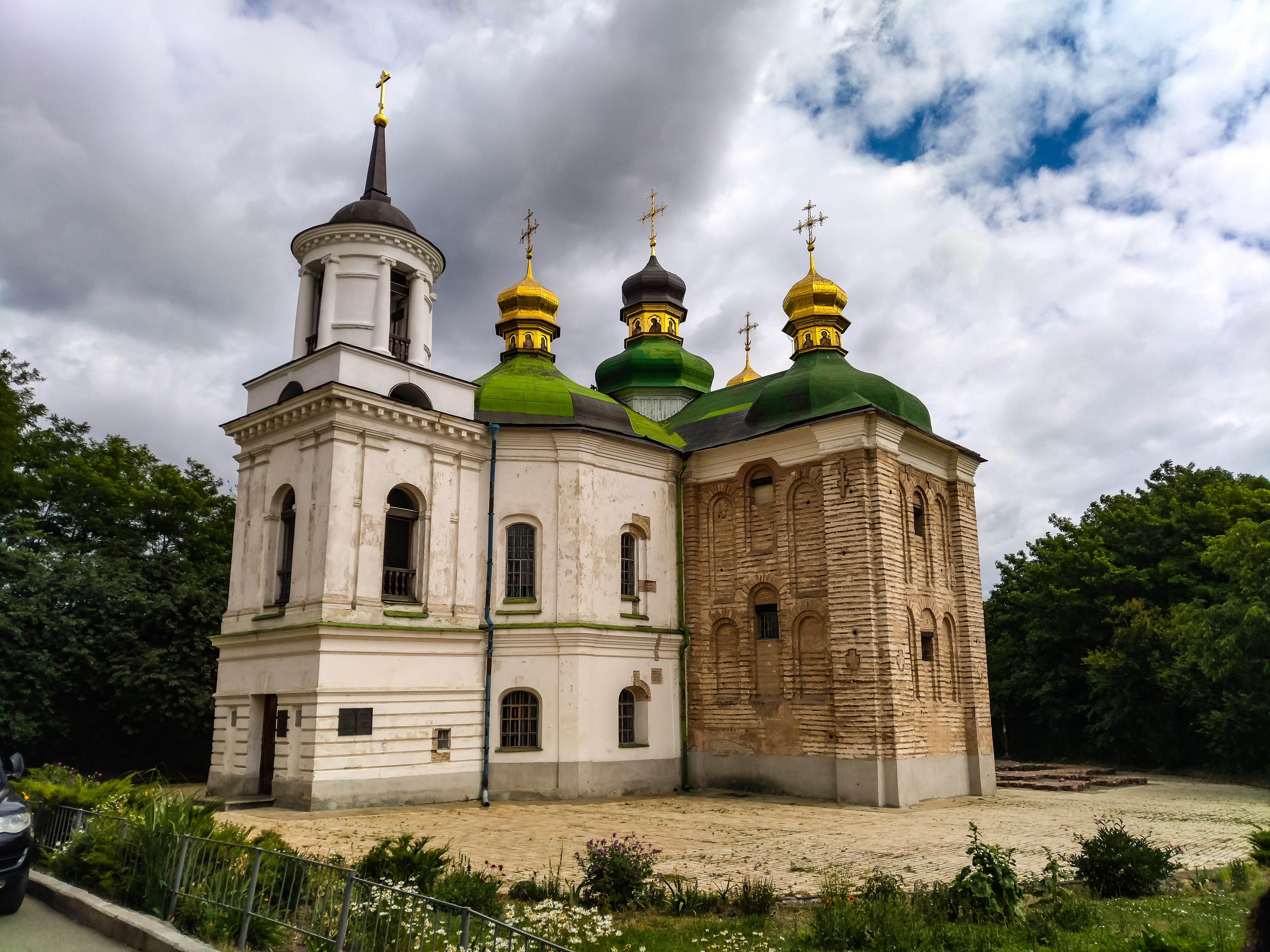
Mặt bên của Nhà thờ Chúa cứu thế tại Berestove mang kiến trúc cổ điển.

Nhà thờ Chúa Cứu thế tại Berestove nằm ở phía Bắc của Kyiv Pechersk Lavra. Nó được xây dựng tại làng Berestove vào khoảng đầu thế kỷ 11 dưới thời trị vì của Hoàng tử Vladimir II Monomakh. Sau đó, nó được coi là lăng mộ của triều đại Monomakh, bao gồm cả Yury Vladimirovich Dolgoruky, người sáng lập ra Moskva. Mặc dù nằm ngoài các bức tường Lavra, nhưng Nhà thờ Chúa cứu thế tại Berestove vẫn được xếp là một phần của Kyiv Pechersk Lavra.

### Các hang động
Các hang động của Kyiv Pechersk Lavra là một hệ thống các hành lang hẹp (rộng từ 1-1,5 mét và cao từ 2-2,5 mét) cùng với nhiều khu sinh hoạt và nhà nguyện dưới lòng đất. Năm 1051, tu sĩ Anthony định cư trong một hang động cũ trên ngọn đồi gần Kyiv Pechersk Lavra. Hang động này sau đó đã được bổ sung thêm các hành lang và một nhà thờ ngày nay được gọi là Các hang Far. Năm 1057, Anthony chuyển đến một hang động gần Thượng Lavra ngày nay được gọi là Các hang Near hay các hang của Thánh Anthony.
Các du khách nước ngoài thế kỷ 16 - 17 đã viết rằng các hầm mộ của Lavra kéo dài hàng trăm kilômét, đến tận Moskva và Novgorod, đã truyền bá nhận thức về Kyiv Pechersk Lavra.

## Hình ảnh

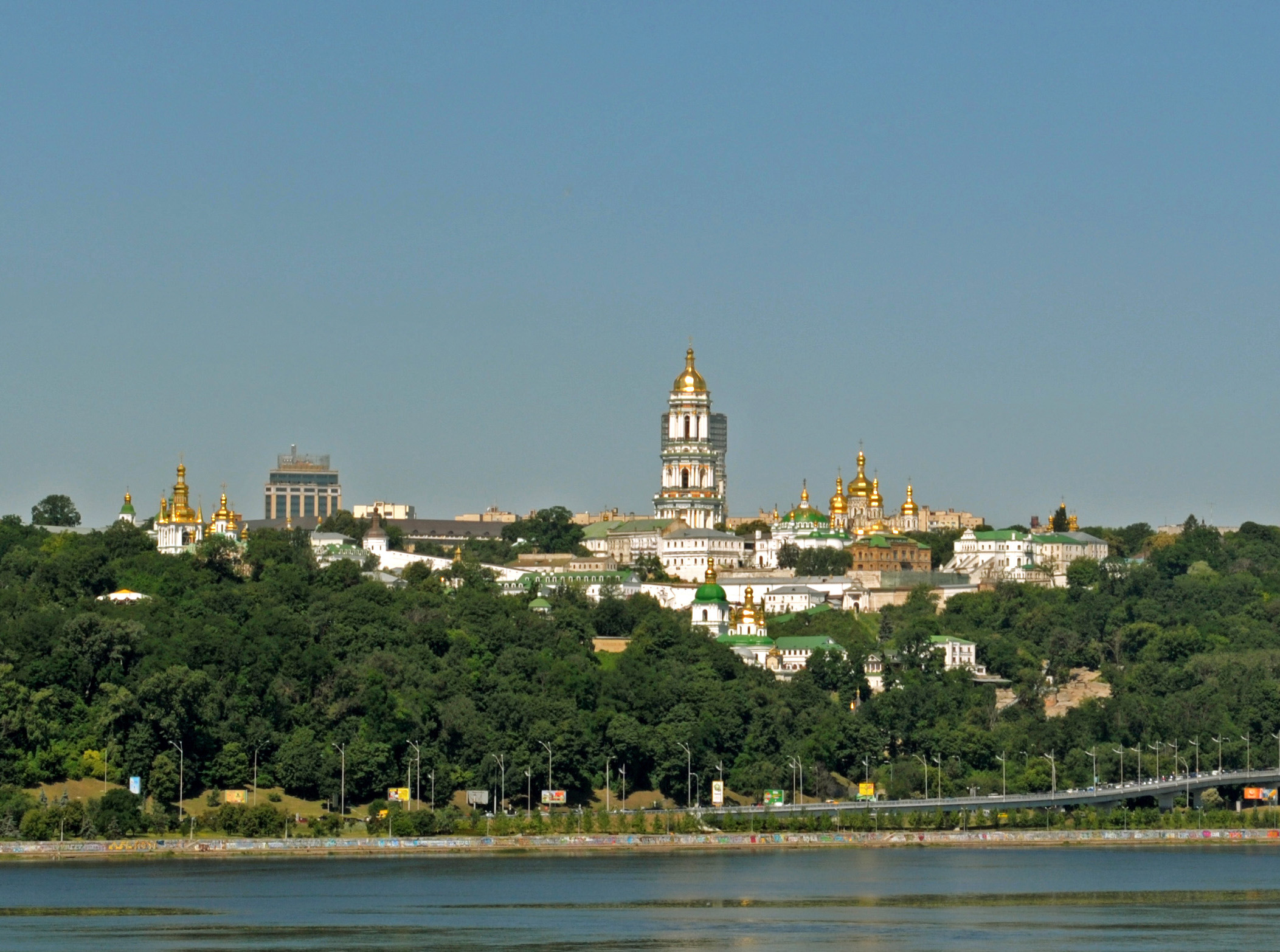
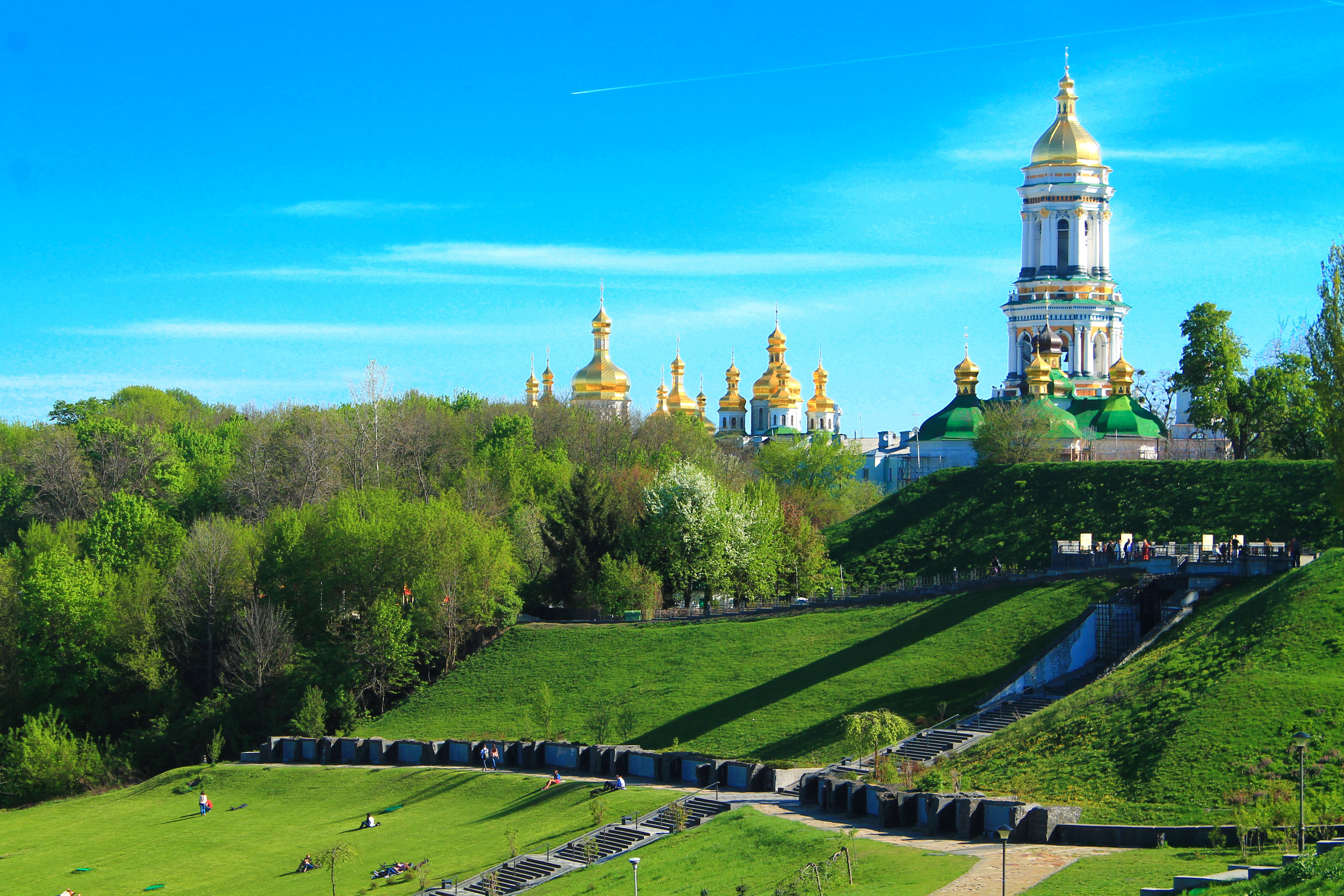
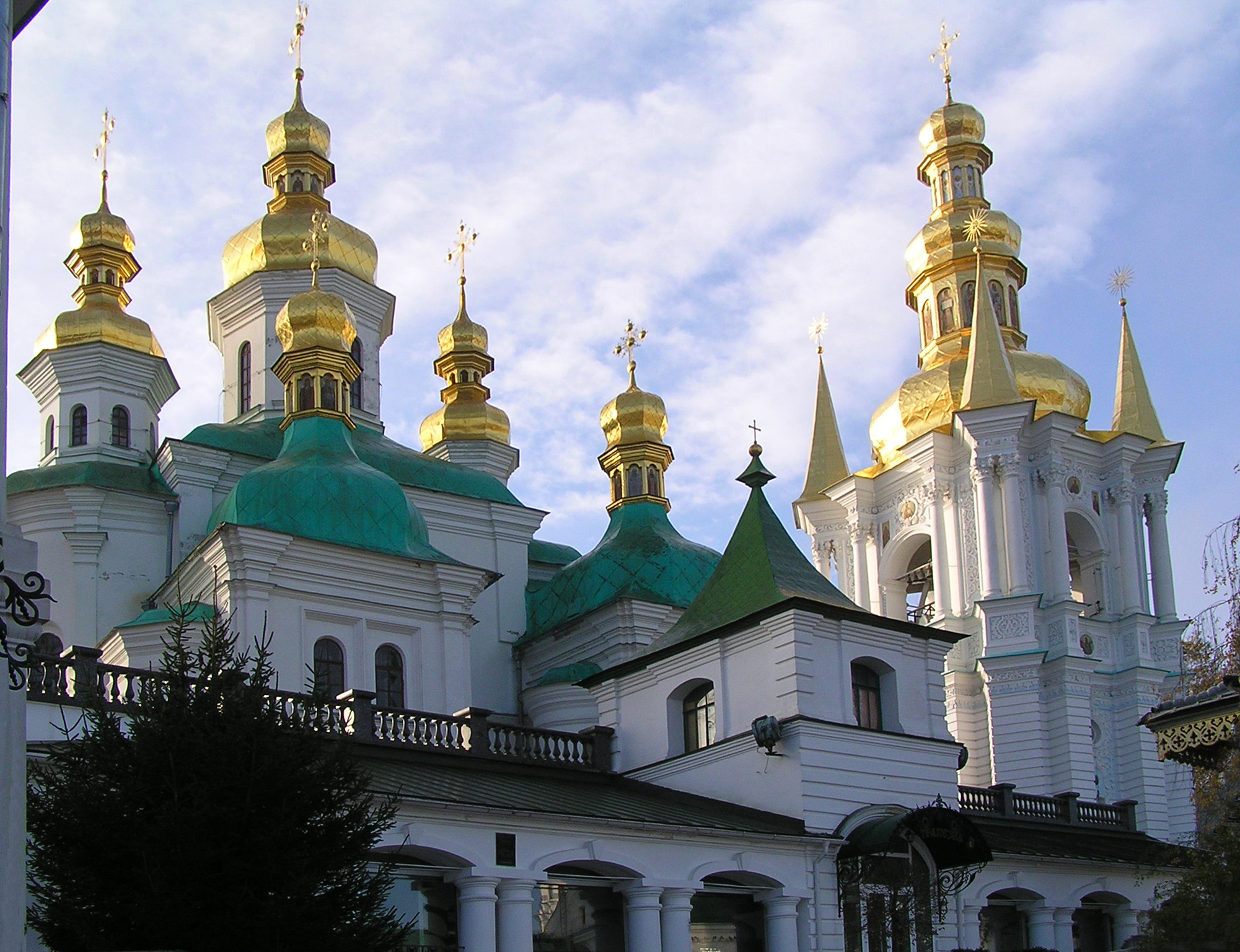
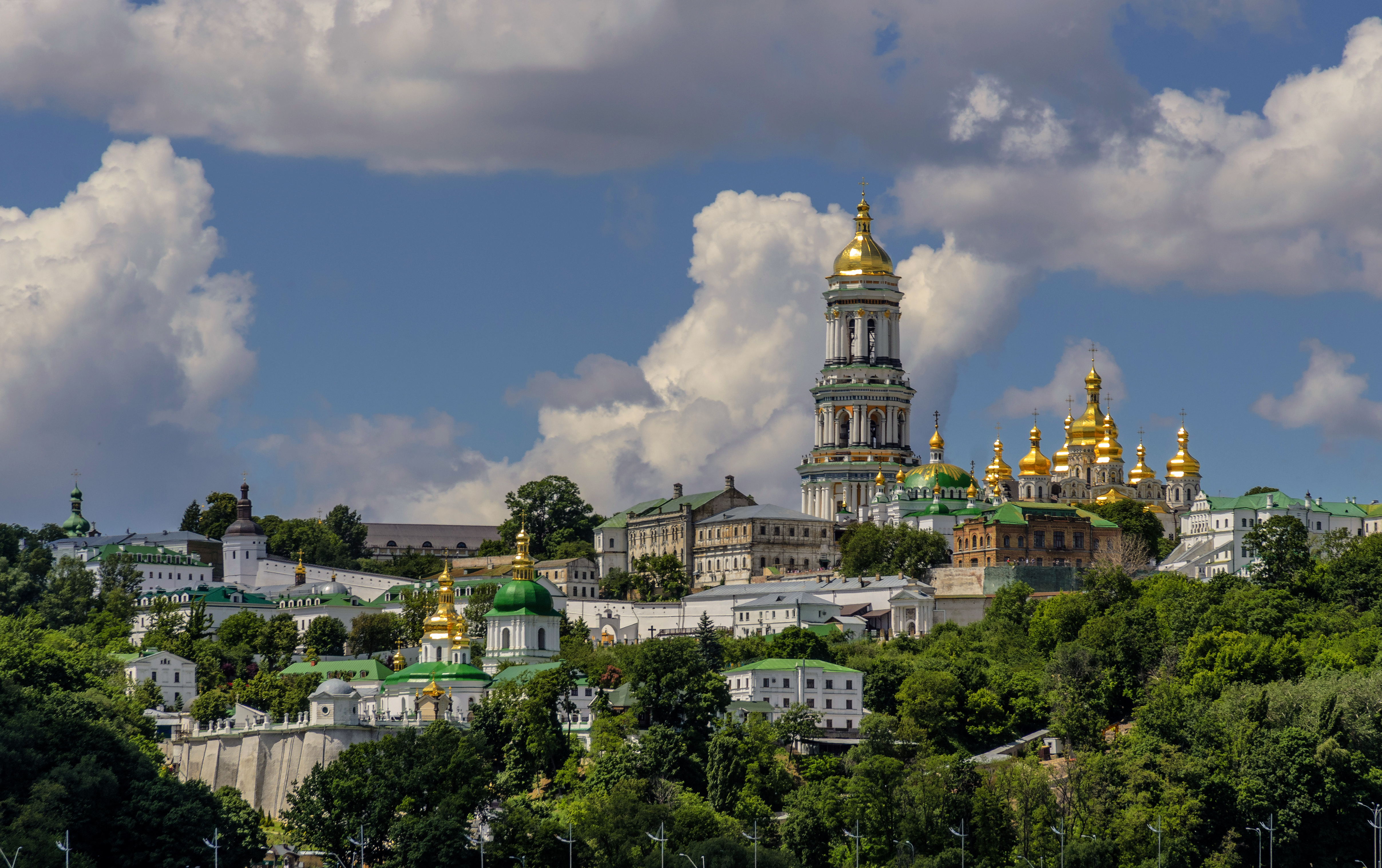
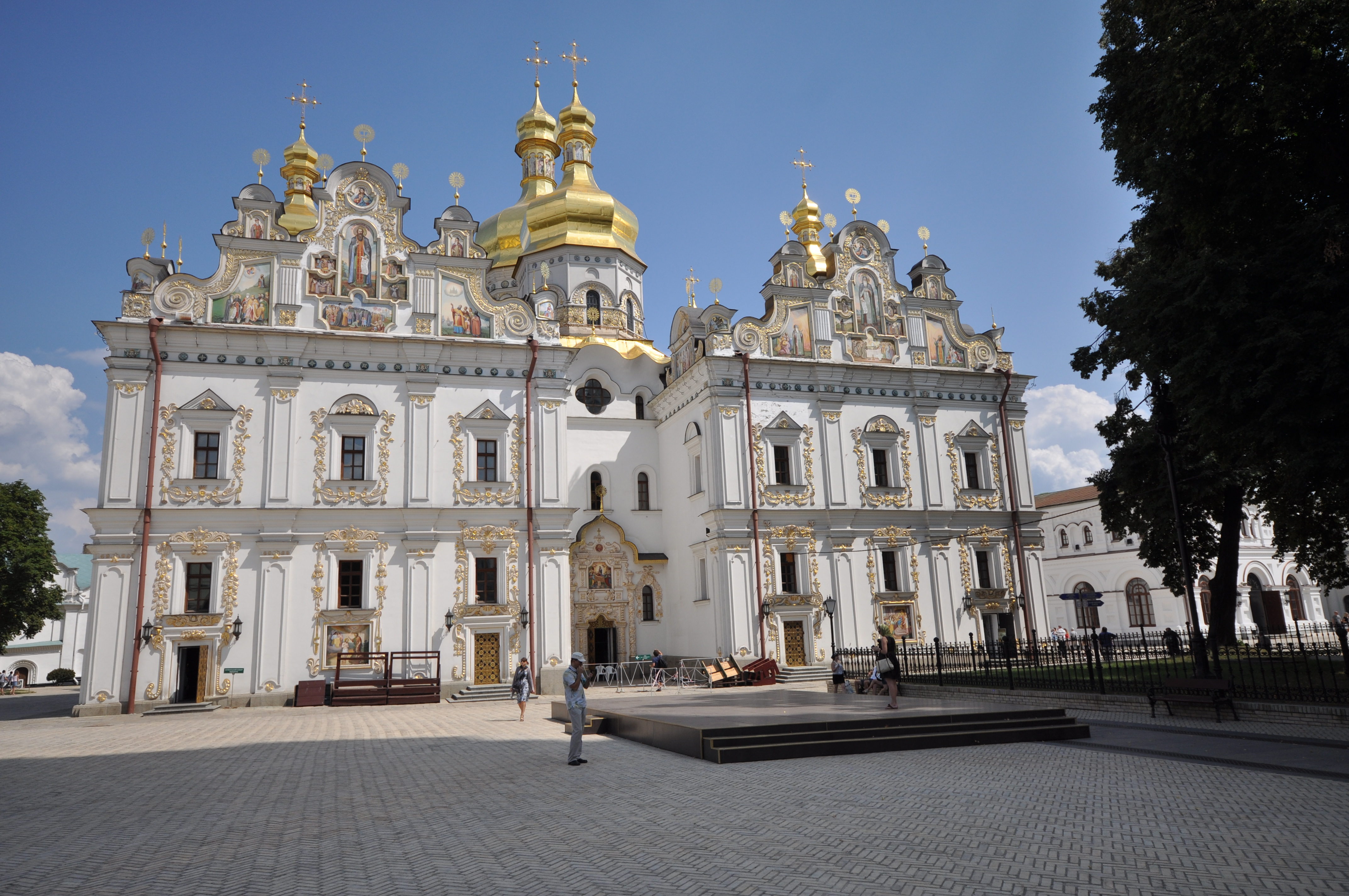
Nhà thờ Lễ Lên Trời của Mẹ Thiên Chúa
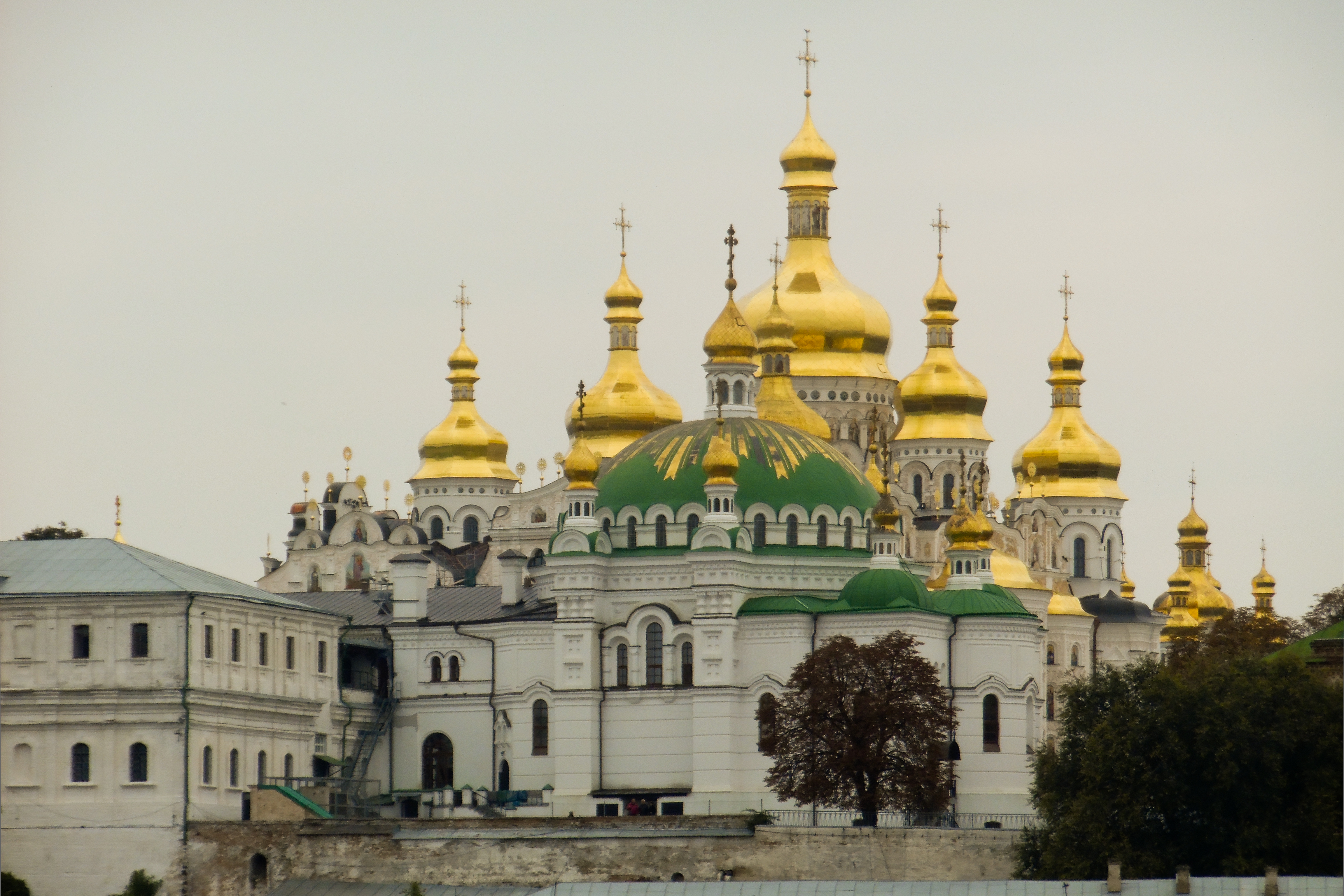
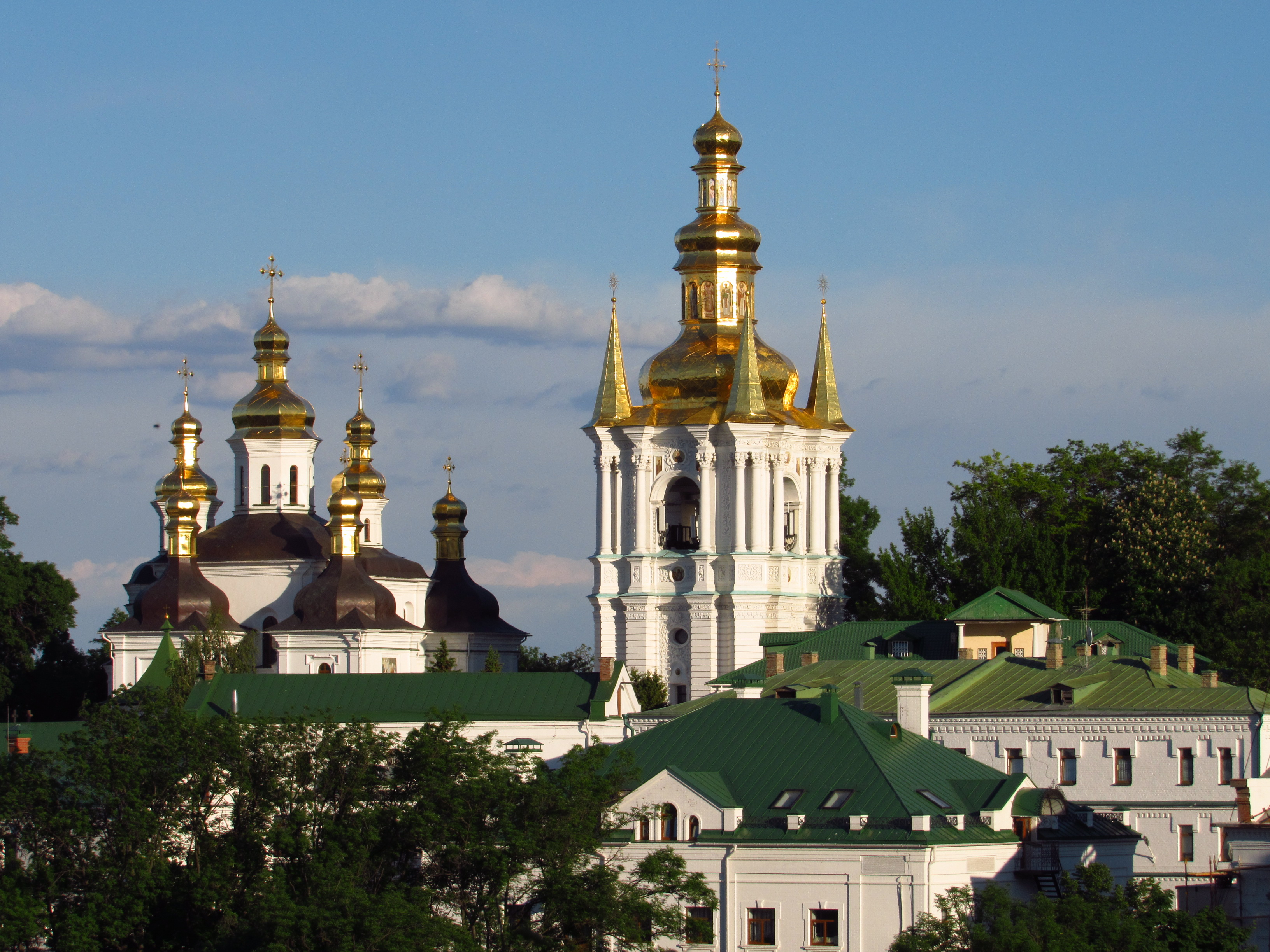
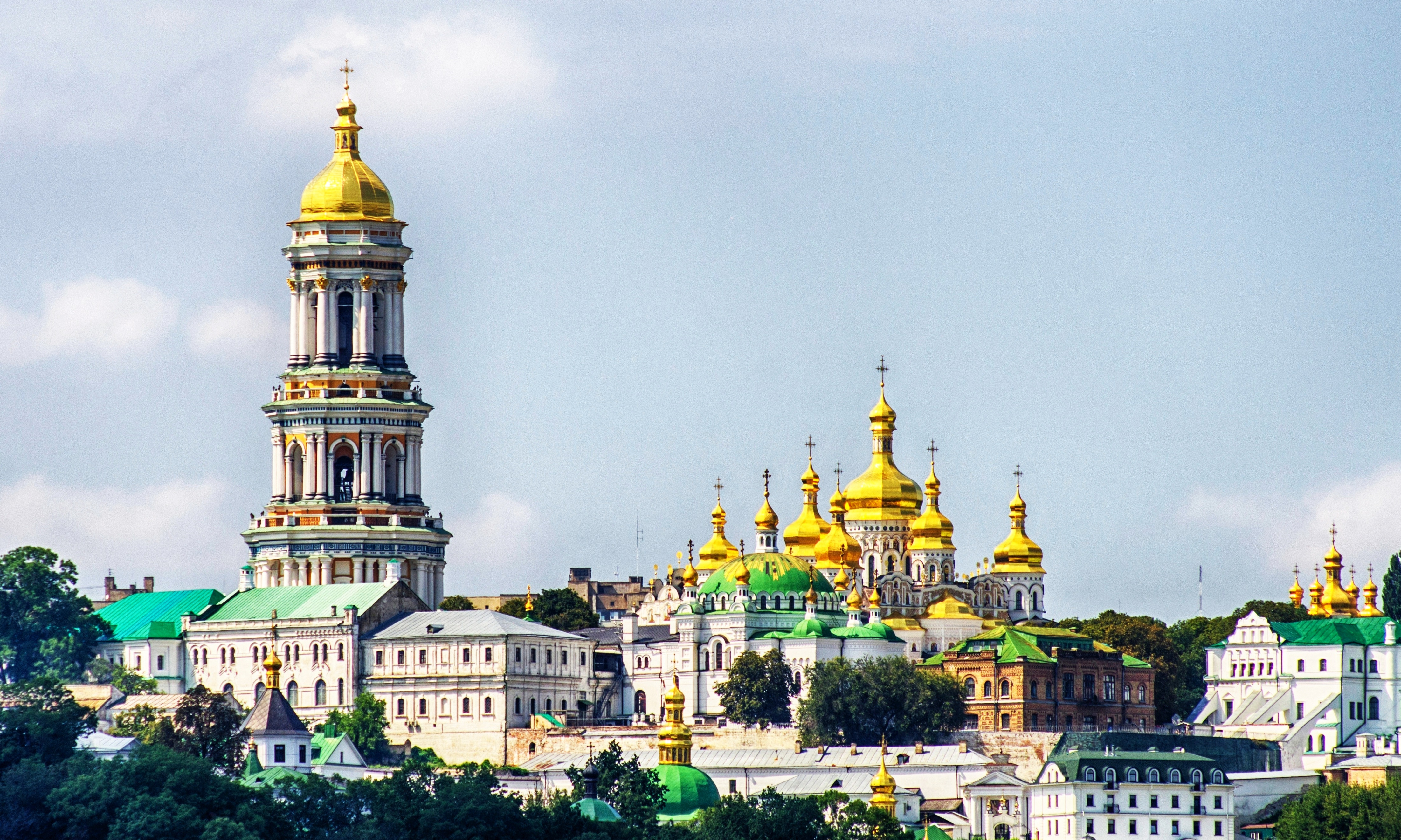
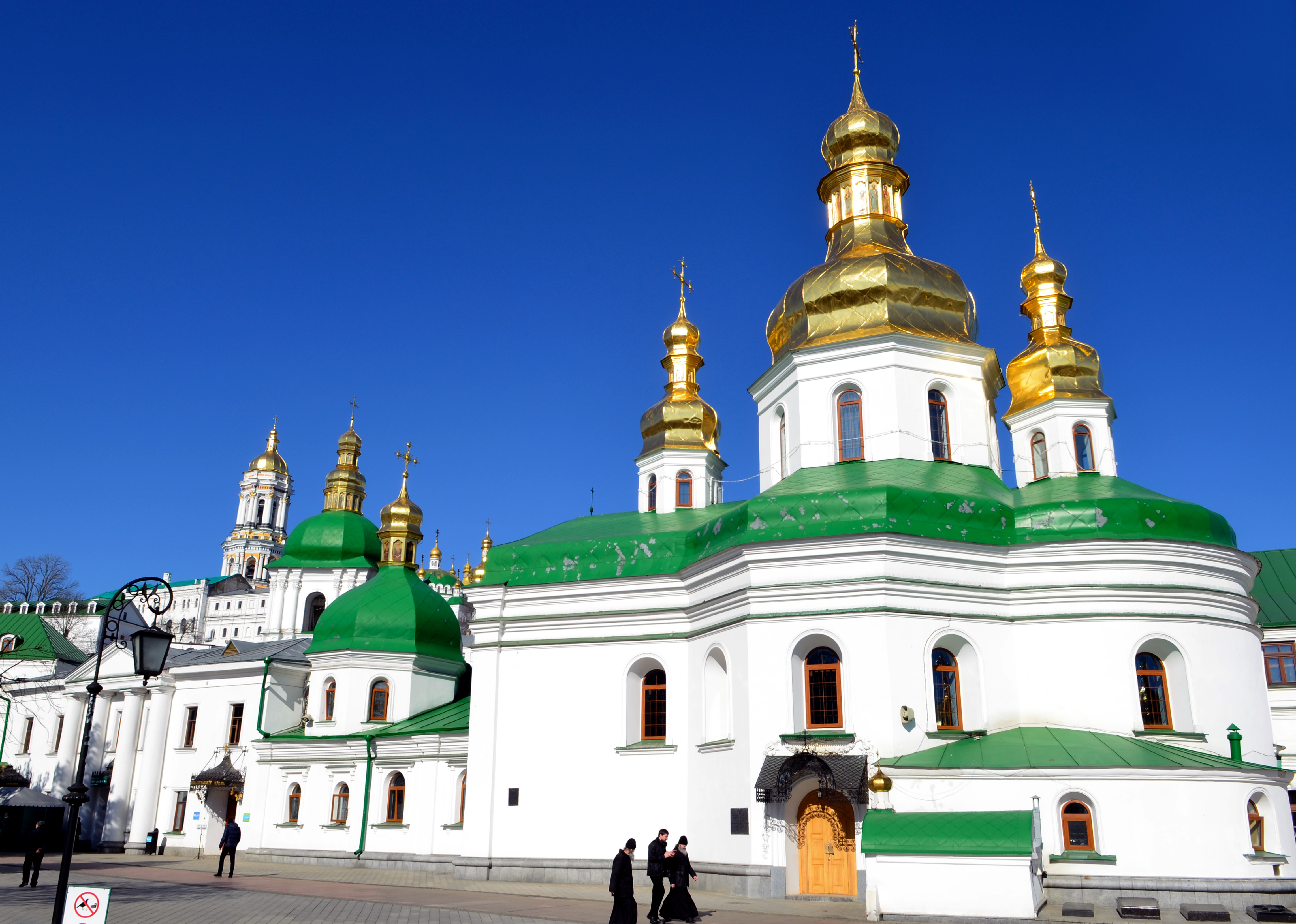
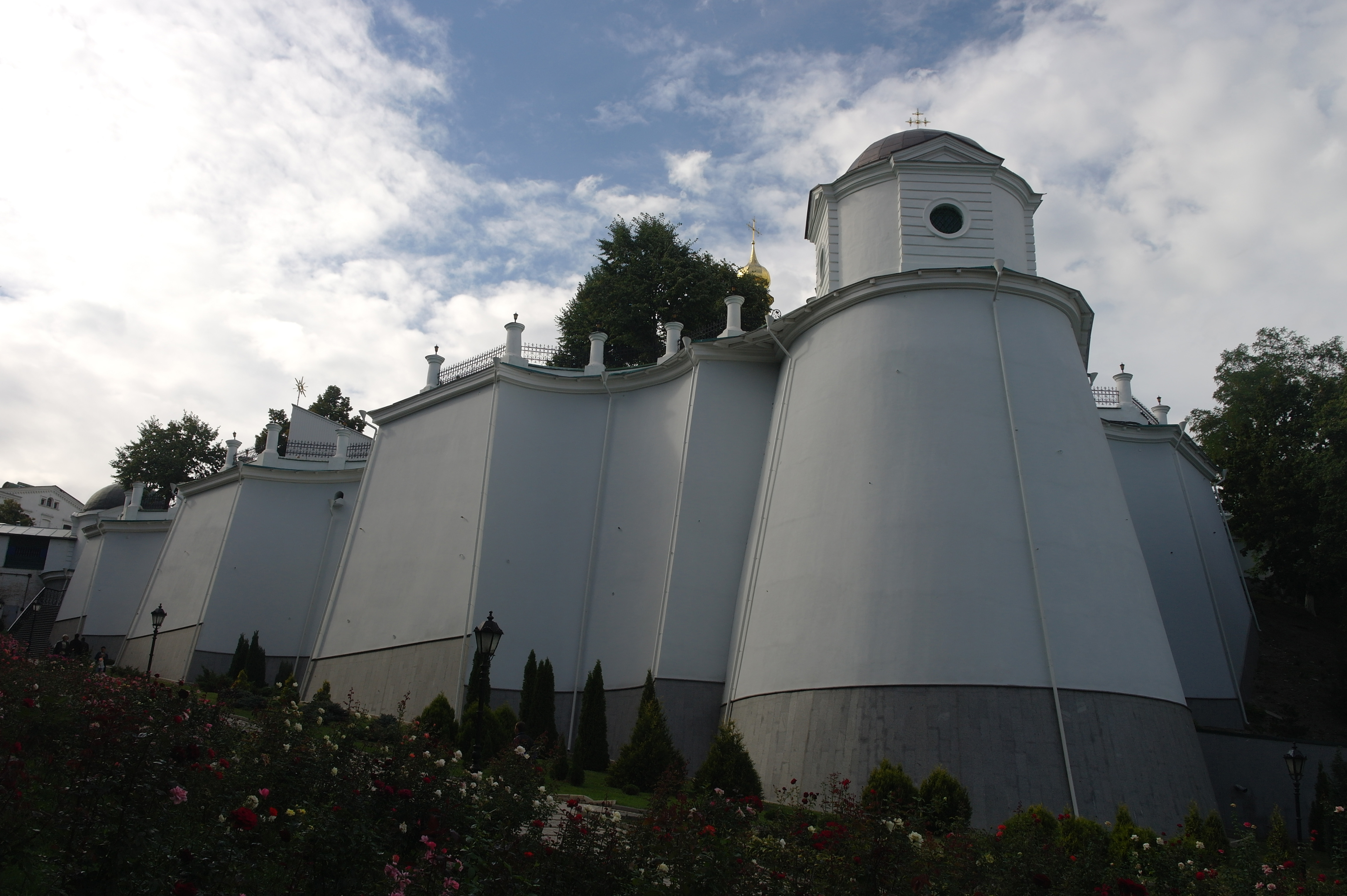
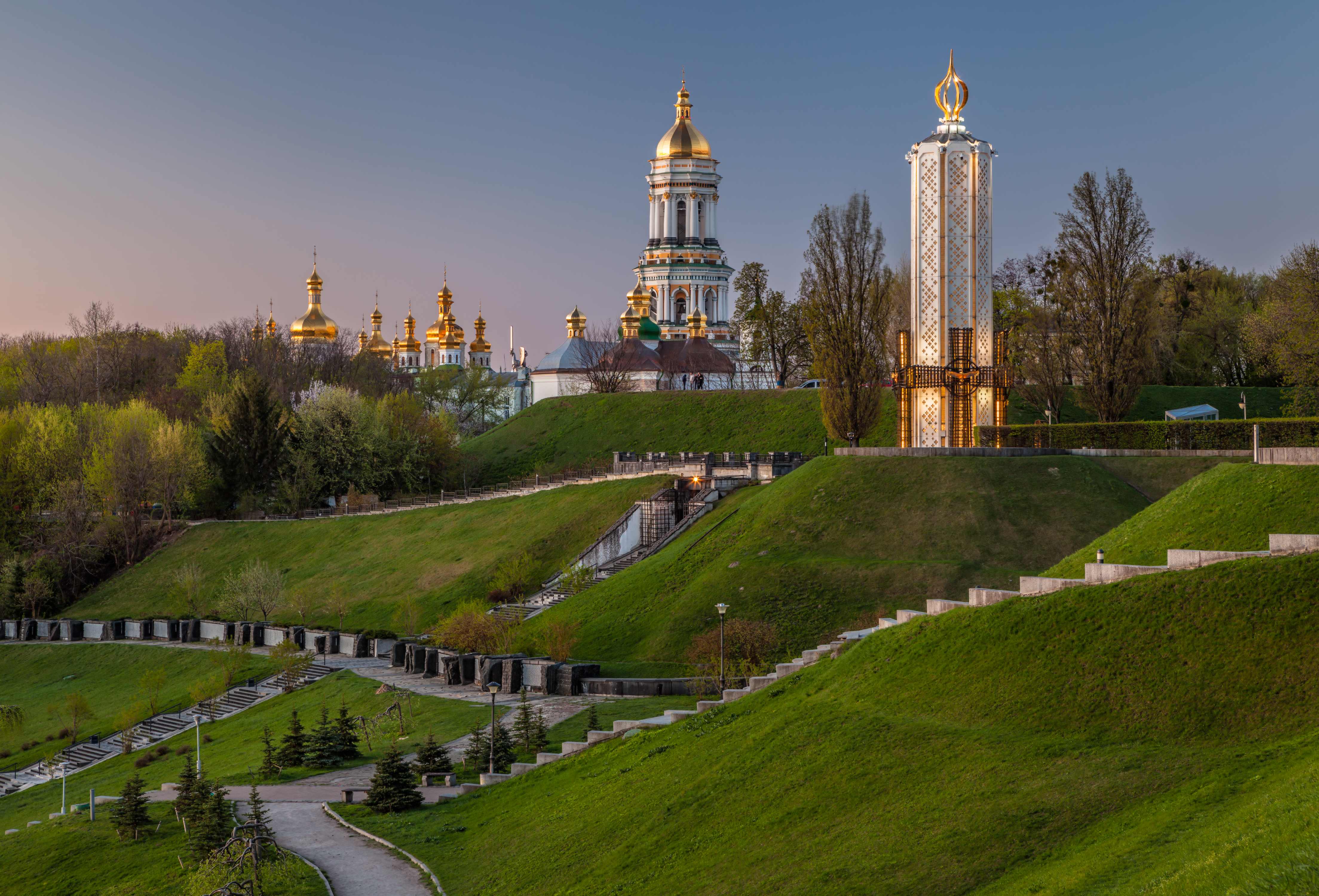